# ススキベラ属
ススキベラ属 (学名：Anampses) は、スズキ目ベラ科の属のひとつ。

## 概要
インドー太平洋のサンゴ礁域に分布する。雌雄で色彩が大きく異なり、どちらも派手で美しい色彩をしている。稚魚のうちは枯れ葉などに擬態している種も知られている。多くの種で側線有孔鱗数が26～28であるが、ムシベラでは48～50と多い。夜間や危険が迫ったときなどは砂に潜って休息する。色彩が美しいので観賞魚として飼育されることもあるが、飼育が難しいものが多い。大型のブチススキベラは食用にもなる。

## 下位分類
いくつかの未記載種と思われるものも知られている。ブチススキベラのシノニムとされるものにAnampses pulcherという種と、A. viridisというものがいるが、この2種はブチススキベラと色彩などが異なるため、有効種の可能性がある。
- ブチススキベラ Anampses caeruleopunctatus Rüppell, 1829 (Bluespotted wrasse)
- サイケデリックラス Anampses chrysocephalus Randall, 1958 (Psychedelic wrasse)
- パールラス Anampses cuvier Quoy & Gaimard, 1824 (Pearl wrasse)
- エレガントラス Anampses elegans Ogilby, 1889 (Elegant wrasse)
- ブルーテールラス Anampses femininus Randall, 1972 (Blue-tail wrasse)
- ムシベラ Anampses geographicus Valenciennes, 1840 (Olive-gleen wrasse)
- レナーズラス Anampses lennardi Scott, 1959 (Lennard's wrasse)
- インディアンホワイトダッシュドラス Anampses lineatus Randall, 1972 (Indian white-dashed wrasse)
- クロフチススキベラ Anampses melanurus Bleeker, 1857 (White-spotted wrasse)
- ホクトベラ Anampses meleagrides Valenciennes, 1840 (Speclded wrasse)
- ニューギニアベラ Anampses neoguinaicus Bleeker, 1878 (New Guinea wrasse)
- ホシススキベラ Anampses twistii Bleeker, 1856 (Twister wrasse)